# Heinrich Henkel II.

Heinrich Henkel II. mit Ehefrau Lina, geborene Güth, 1887.

Heinrich Henkel II. (* 20. August 1850 in Bensheim; † 16. November 1899 in Göttingen) war ein deutscher Kunst- und Handelsgärtner. Seine gleichnamige Kunst- und Handelsgärtnerei in Darmstadt zählte Ende des 19. Jahrhunderts zu den bedeutendsten Gärtnereien Süddeutschlands. 
Henkel war Hofbouquetlieferant des Großherzogs Ludwig III. von Hessen und Hoflieferant der Königin Victoria von England sowie des Kaisers Nikolaus II. von Russland. Nach seinem Tod wurde die Fuchsienzüchtung Andenken an Heinrich Henkel nach ihm benannt.

## Leben
Heinrich Henkel II. kam am 20. August 1850 in Bensheim an der Bergstraße als zweites von zehn Kindern zur Welt.
Nach dem Besuch der Schule in Darmstadt-Eberstadt sowie in Darmstadt-Bessungen trat er in die elterliche Gärtnerei ein und erlernte den Gärtnerberuf. Sein Vater Heinrich Henkel I. hatte das Geschäft 1862 mit bescheidenen Mitteln gegründet und zusammen mit seiner Frau Katharina, geborene Allendorf, erfolgreich vorangebracht. Daher war der Firma bereits 1872 vom hessischen Großherzog Ludwig III. die Bezeichnung „Hofbouquetlieferant“ verliehen worden.
Am 12. Oktober 1887 heiratete Henkel in Gelnhausen Johanna Karoline „Lina“ Güth. Aus der Ehe gingen die drei Kinder Charlotte Auguste, Heinrich Friedrich und Elisabeth Sabine Karoline hervor.
Heinrich Henkel II. starb am 16. November 1899 in Göttingen, wo er vergeblich Heilung von einem schweren Leiden gesucht hatte. An seiner Beerdigung auf dem Alten Friedhof in Darmstadt erwies ihm eine tausendköpfige Trauergesellschaft die letzte Ehre. 
Der Name der Fuchsienzüchtung Andenken an Heinrich Henkel wurde der Erinnerung an ihn gewidmet.
Während die Linie von Heinrich Friedrich erloschen ist, bestehen die Linien der Töchter 2011 in der 5. bzw. 4. Generation fort.

## Wirken

Gärtnerei Heinrich Henkel, Herdweg 53, Darmstadt / Bessungen, etwa 1901.

Um seine beruflichen Kenntnisse weiter zu vertiefen, absolvierte Heinrich Henkel II. einen Teil seiner Ausbildung im Ausland. So war er im Jahr 1874 bei John Wills in South Kensington, London, auf dem Gebiet der Dekoration tätig. 
Nach der Rückkehr übernahm er im Jahr 1875 zusammen mit seinem älteren Bruder Christian die Gärtnerei, weil der Vater zwischenzeitlich erkrankt war. Dabei entwickelte sich der Betrieb unter der Geschäftsführung der Brüder zur ersten Gärtnerei am Platze. Nachdem 1888 sein Bruder ausgetreten war, um in Auerbach an der Bergstraße eine eigene Gärtnerei zu gründen, wurde Heinrich Henkel II. alleiniger Inhaber. Die Firma nahm von nun an immer weiteren Aufschwung und wurde über die hessischen und deutschen Landesgrenzen hinaus bekannt. Hierzu leistete auch das zum Betrieb gehörige Blumengeschäft in der Darmstädter Innenstadt seinen Beitrag, das von Henkels Schwester Marie geleitet wurde. Im Henkel’schen Familienbetrieb wirkten zudem der jüngste Bruder Friedrich sowie die zweite Schwester Elisabeth mit.
Henkels Firma zählte Ende des 19. Jahrhunderts zu den bedeutendsten Gärtnereien Süddeutschlands. 
Zu dieser Zeit wurden vielseitige gärtnerische Betriebe immer seltener, weil sich der Anbau ausgesuchter Spezialkulturen als rentabler erwies. Entgegen dieser Tendenz verblieb Henkel dabei, sein Geschäft als Sortimentsgärtnerei zu führen, die sich durch ihren Facettenreichtum auszeichnete. In diesem Zusammenhang war er stets bestrebt, pflanzliche Neuheiten mit handelsgärtnerischem Wert zu finden. So übernahm er die General-Vertretung des Pflanzensammlers Carl Albert Purpus für Europa. Auf diese Weise gelangte unter anderem die neu entdeckte Korktanne abies lasiocarpa var. arizonica und verschiedene Kakteen nach Europa in den Handel. 
Genauso war Henkel Pionier bei der Einführung und Anzucht großblumiger Chrysanthemen, als diese noch keine handelsgärtnerische Bedeutung hatten. Alljährlich präsentierte er seine züchterischen Fortschritte auf seiner Chrysanthemum-Ausstellung. Diese wurde von Fachleuten und der großherzoglichen Regierung besucht. 
Weiterhin war er Vorreiter auf dem Gebiet der Wasserpflanzen-Züchtung, insbesondere der Seerosen. Seinerzeit gab es in Deutschland erst sehr wenige Handelsgärtnereien, die Wasserpflanzen in größeren Sortimenten kultivierten. 
Das Baumschulwesen gehörte auch zu den Fachgebieten der Gärtnerei Henkel. Als 1898 die Jahresversammlung der Deutschen Dendrologischen Gesellschaft in Darmstadt tagte, gehörte Henkel dem vierköpfigen Ortskomitee an, das die Veranstaltung ausrichtete.

## Ehrungen, Auszeichnungen und Ehrenämter
Aufgrund der Reputation seines Betriebes blieb Henkel nicht nur Lieferant des großherzoglich hessischen Hofes. 1896 wurde er auch zum Hoflieferanten der Königin von England und 1897 des Kaisers von Russland ernannt. 
Nachdem er im Mai 1899 die internationale Gartenbauausstellung in Sankt Petersburg als Delegierter der großherzoglich hessischen Regierung besucht hatte, wurde er vom russischen Kaiser mit dem Sankt-Stanislaus-Orden 3. Klasse ausgezeichnet.
Neben seiner hauptberuflichen Tätigkeit bekleidete Henkel zahlreiche Ehrenämter: 1892 gründete er die Handelsgärtner-Verbindung für Darmstadt und Umgegend und bekleidete den Vorsitz. Im Verband der Handelsgärtner Deutschlands war er Vertreter der Gruppe „Großherzogtum Hessen und Hessen-Nassau“. Schließlich wurde er 1898 zum Stadtverordneten der damaligen hessischen Landeshauptstadt Darmstadt gewählt. Als solcher war er Mitglied mehrerer Kommissionen der Kommunalverwaltung und zahlreicher Vereine zur Förderung gärtnerischer und gemeinnütziger Zwecke. Des Weiteren war er Aufsichtsrat der Darmstädter Volksbank.

## Die Gärtnerei Henkel nach seinem Tod

Gärtnerei Henkel, Neuwiese – Glasberg, Roßdörfer Str. 199, Darmstadt, 1907

Nach Henkels Tod führten seine Frau Lina, sein Bruder Friedrich sowie seine beiden Schwestern Marie und Elisabeth das Geschäft unverändert fort. Henkel hatte seine drei Geschwister zuvor noch rechtzeitig zu Teilhabern bzw. Prokuristen gemacht. 
So war die Gärtnerei Henkel auf der Weltausstellung Paris 1900 für die deutschen Baumschulen vertreten.
Ebenso stellte die Firma auf zahlreichen weiteren Ausstellungen, wie z. B. der Frankfurter Binderei-Ausstellung, der Ausstellung der Deutschen Dahlien-Gesellschaft und der Allgemeinen Gartenbau-Ausstellung in Darmstadt 1905, aus.
Der Umzug der Gärtnerei vom Herdweg 53 in die Roßdörfer Str. 199 ist in den Darmstädter Adreßbüchern durch die Ausgaben von 1904 und 1905 dokumentiert. Bereits im März 1902 wurde das insgesamt knapp 64000 m² große Areal im Bereich der damals zur Gemarkung Bessungen gehörigen Neuwiese für die Dauer von 30 Jahren gepachtet. Dabei betrug das jährliche Pachtgeld 1000 Mark.
Am 10. Juni 1907 wurde die Kunst- und Handelsgärtnerei „Heinrich Henkel Hofbouqetlieferant zu Darmstadt“ in die „Großgärtnerei Henkel, Gesellschaft mit beschränkter Haftung“ umgewandelt. Die Gesellschaft bestand aus Lina und Friedrich Henkel, Jakob Wilhelm Krause, Sebastian Eckler sowie Friedrich Koch. Sie verfügte über ein Stammkapital von 120.000 Mark. Während Friedrich Henkel als Gartenarchitekt der fachmännische Geschäftsführer blieb, oblag der kaufmännische Teil Jakob Wilhelm Krause. Die Schwestern Marie und Elisabeth Henkel wurden abgefunden.
1910 traten Lina und Friedrich Henkel aus der GmbH aus, die weiterhin unter dem Namen Großgärtnerei Henkel firmierte. In den folgenden Jahren traten noch einige Wechsel in der Geschäftsführung und bei den Gesellschaftern ein, bis die Firma am 8. Januar 1923 aufgelöst wurde. Dabei wurde Friedrich Koch zum Liquidator bestimmt.